# حبوش صالح
حبوش صالح حبوش صلبوخ (مواليد 13 يوليو 1989) هو لاعب كرة قدم إماراتي يجيد اللعب كلاعب وسط لعب سابقاً لصالح منتخب الإمارات العربية المتحدة.

## مسيرة اللاعب
لعب في نادي بني ياس ونادي الوصل ونادي البطائح.

## روابط خارجية
- حبوش صالح على موقع ناشيونال فوتبول تيمز (الإنجليزية)
- حبوش صالح على موقع Soccerway.com (الإنجليزية)
- حبوش صالح على موقع أوليمبيديا (الإنجليزية)